# Groove – 130 bpm
Groove – 130 bpm ist ein Film aus dem Jahr 2000. In dem Film wird eine Nacht in einem Techno-Club in San Francisco dargestellt. Die Musikrichtung Techno und die US-Rave-Szene dient hierbei als Leitthema (vgl. Groove). DJs wie John Digweed sowie Forest Green, WishFM und Polywog stellen sich in dem Film selbst dar. 

## Handlung
Wenn eine Gruppe Jugendlicher mit Taschenlampen nachts in eine verlassene Lagerhalle einbricht, dann kann das nur zwei Dinge bedeuten: Sie wollen klauen oder einen Rave organisieren. Ernie Townsend (Steve Van Wormer) und seine Freunde gehören zur letzteren Fraktion. Samstagabend schleppen sie Scheinwerfer, Spiegelkugeln, Videoleinwände, Mischpulte und natürlich einen Profiplattenspieler in die neu entdeckte Partylocation. Denn eine gute Party will gut organisiert sein. Zur gleichen Zeit macht eine geheimnisvolle E-Mail die Runde: It's time to party!
Schnell haben Harmony Stitts (Mackenzie Firgens) und Colin Turner (Denny Kirkwood) die gute Nachricht, inklusive Orts- und Zeitangabe, an ihre Freunde weitergeleitet. Das Echo ist überwältigend. Nur David (Hamish Linklater), Colins älterer Bruder, kann mit der Ankündigung gar nichts anfangen. Er hat von der Ostküste einen Abstecher nach San Francisco gemacht, um endlich seiner Karriere als Autor den richtigen Kick zu geben. Von sich drehenden Plattentellern hält er nicht viel. Aber Colin will unbedingt, dass David mitkommt, denn schließlich will er Harmony mit einem Heiratsantrag überraschen, und dass vor so vielen Zeugen wie möglich. Nur widerwillig stimmt David zu.
Tatsächlich findet er sich wenig später zwischen düsteren Gebäuden wieder. Der Ort ist wirklich etwas verlassen und nur wer den Weg ganz genau kennt, findet dorthin. Harmony und Colin sind in solchen Sachen Profis. Doch kaum sind Harmony, Colin und Dave drin haben sich die Drei auch schon aus den Augen verloren. Staunend macht David seine Runde durch die Gänge, die manchmal an einer Tanzfläche enden, auf der wilde Massen ihrem Bewegungsdrang freien Lauf lassen. Oder, und das gefällt David viel besser, der Gang endet in einer Chill-Out-Zone, wo bei sphärischen Klängen die Leute ihre Seele baumeln lassen. Davids unbeholfener Blick fällt der dunklen, ziemlich coolen Schönheit Leyla Heydel (Lola Glaudini) auf. Eher aus Mitleid führt sie den Frischling in die Szene ein, macht ihn bekannt mit der Location, der Musik und den Drogen. Und es dauert nicht lang, da ist David auf seinem ersten Trip...

## Kritik
„[…]Spielfilm ohne eigentliche Handlung. Vorgestellt werden einige Personen [...] unter ihnen ein Neuling der Szene, über den quasi stellvertretend für den Zuschauer Hemmschwellen abgebaut und die Normalität der Techno-Gemeinde vermittelt werden sollen. Ferner werden Hintergründe der Szene sowie Probleme der Veranstalter und DJs angesprochen, wobei der betont liberale Umgang mit Drogen auffällt. Der eigentliche Sinn des Ganzen lässt sich nicht erschließen und so erzeugt der Film nur Langeweile und hinterlässt den Eindruck von geistiger Unreife.“

## Auszeichnungen
Der Film war 2001 und 2005 bei den Independent Spirit Awards in den Kategorien Producers Award sowie Best Feature - Under $500,000 nominiert. 